# Trinidad and Tobago Amateur Radio Society

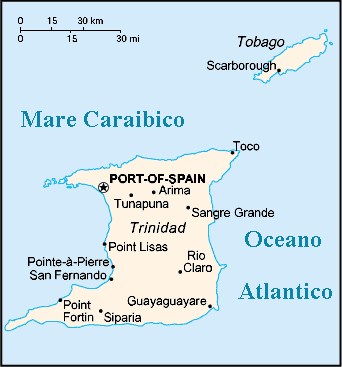
Bei Toco im Nordosten von Trinidad werden traditionell Fielddays veranstaltet.

Die Trinidad and Tobago Amateur Radio Society (TTARS), deutsch „Trinidad und Tobago Amateurfunkverband“, ist die nationale Vereinigung der Funkamateure auf Trinidad und Tobago.
Die TTARS wurde im Mai 1981 gegründet. Sie koordiniert die Funkaktivitäten auf den Amateurfunkbändern und betreibt drei Relaisfunkstellen für das 2-Meter-Band. Eine davon befindet sich zentral auf Trinidad, deckt den größten Teil der Insel ab und arbeitet auf 146,94 MHz. Die zweite steht im nördlichen Gebirge, den Northern Range, und funkt auf 147,93 MHz. Der dritte Repeater befindet sich auf der nordöstlich von Trinidad gelegenen Nachbarinsel Tobago und arbeitet auf 147,76 MHz.
Von ihrer Klubstation mit Sitz in der Hauptstadt Port of Spain aus betreibt die TTARS zwei Klubnetze, eines im 2-Meter-Band und das andere im 40-Meter-Band auf 7,159 MHz. Sie veranstaltet eine jährliche Notfunkübung und richtet Fielddays aus, die zumeist in der Region um Toco an der Nordostspitze von Trinidad stattfinden.
Die lokale Pfadfinderbewegung nimmt zusammen mit der TTARS am weltweiten jährlichen Jamboree on the Air (JOTA) teil, bei dem Pfadfinder die Möglichkeit haben, mithilfe der Amateurfunktechnik mit Pfadfindern in anderen Teilen der Welt zu kommunizieren.
Die TTARS ist Mitglied in der International Amateur Radio Union (IARU Region 2), der internationalen Vereinigung von Amateurfunkverbänden, und vertritt dort die Interessen der Funkamateure des Landes.